# Johannes Benkner (városbíró, ?–1565)
Ifjabb Johannes Benkner, magyarosan Benkner vagy Biegner János (? – Brassó, 1565. július 11.) szász kereskedő, Brassó kapitánya majd bírója. Tevékeny részt vett a brassói papírmalom 1546-os alapításában, és a Honterus-gimnázium könyvtárának 1547-es fölállításában. Martin Ziegler szerint a gimnázium legbőkezűbb támogatója volt. Ezen felül támogatta Coresi román bibliafordító, nyomdász munkásságát is.

## Életútja
Apja, idősebb Johannes Benkner szintén városkapitány és városbíró volt, a város egyik legtehetősebb polgára; érdemeiért kétszer emelték nemesi rangra.
Ifjabb Johannes Benkner a 16. század elején született. Legelőször 1529-ben említik a városi számadásokban mint kereskedőt. Az 1530-as években drága luxuscikkeket adott el a városvezetésnek, amelyeket a város ajándékba adott a havasalföldi és moldvai fejedelmeknek. 1531-ben a főtéri Benkner-ház tulajdonosaként, 1533-ban a Catharinae fertály legtöbb adót fizető polgáraként említik; 367 forint huszadot fizetett, ebből arra lehet következtetni, hogy évi forgalma 7000 forint fölött volt (összehasonlításképpen egy nagy polgári ház ára 350 forint körül volt). A városnak is többször adott kölcsön pénzt.
1532-ben centumvir, majd 1540-ben tanácsos lett. Apósa, Lukas Hirscher (III.) 1541-ben bekövetkezett halála után ő lett a Hirscher család vagyonának kezelője. 1546-ban Johannes Fuchsszal együtt megalapította a brassói papírmalmot, mely Erdély, Moldva és Havasalföld nagy részét ellátta papírral; a vízjel tanúsága szerint ő volt a királyi udvar ellátója is. 1554-ben átvállalta borbándi Kiskarádi Márton 2100 forintos adósságát, és cserébe megkapta annak Zalatna határában, az Ompoly vizén lévő aranymosó telepét. 1558-ban Aranyosbányán egy aranybányát is üzemeltetett, és valószínűleg egy ezüstbányát is birtokolt.
1545 és 1565 között két alkalommal választották városkapitánynak és tizenkét alkalommal városbírónak. 1565 július 11-én hunyt el; halálát számtalan feljegyzésben és krónikában megemlítik, érzékeltetve az esemény fontosságát és ezáltal a Benknert övező tiszteletet.

## Munkássága

### Városbíróként
Ifjabb Johannes Benknert 1544-ben és 1545-ben városkapitánynak (Stadthann), majd tizenkét alkalommal városbírónak (Stadtrichter) választották: 1547-ben, 1548-ban, 1550–52-ben, 1555–60-ban, és 1565-ben. Brassó küldötteként rendszeresen részt vett a szász univerzitás gyűlésein és az országgyűléseken. Ezenfelül segédkezett a falvak és a nemesek közti nézeteltérések rendezésében, és látogatásokat tett a barcasági falvakban és templomokban.
Szolgálata idején több közigazgatási reformra került sor. 1551-ben átalakították a számadási rendszert, 1555-ben pedig új városi statútumokat dolgoztak ki, melyeket a Decretale Coronensiumban (Brassói Jogkönyv) jegyeztek le. Ugyanekkor a város fertályait is átrendezték.
1556-ban I. Ferdinánd öt évnyi uralkodás után lemondott Erdélyről és átengedte azt János Zsigmondnak és Izabella királynénak. Johannes Benknert ebből az alkalomból az erdélyi fejedelmi tanács tagjává nevezték ki. Ugyanebben az évben ő volt az egyik képviselő a szász univerzitás részéről János Zsigmond fogadásán.

### A kultúra támogatójaként
Benkner együttműködött Johannes Honterus iskolaalapítóval és reformátorral, a brassói reformáció elindítójával. Honterus nyomdájához papírra volt szükség, így 1546-ban Benkner és Fuchs papírmalmot alapítottak a Vidombák folyó mellett. 1547-ben, városbírói szolgálatának első évében Benkner felépíttette a Honterus-gimnázium könyvtárát, a Bibliotheca-t, mely az első könyvtárépület volt Erdélyben. A munka 1547 januárjában kezdődött a Fekete templomtól nyugatra eső épületek lebontásával, a tulajdonképpeni építkezés márciustól júniusig tartott, és szeptemberben készült el a berendezés. Itt volt az ország leghíresebb könyvgyűjteménye egészen 1689-ig, mikor is a nagy brassói tűzvész martaléka lett.
1556-tól támogatta Coresi diakónust, a 16. századi román könyvkiadás központi személyiségét. Benkner a bolgárszegi románok között is el akarta terjeszteni a reformációt, így a király és az ortodox püspök jóváhagyásával 1559-ben meghagyta Coresinek, hogy románul is adja ki a kis kátét, ám a románok evangélikus hitre való térítése nem sikerült. Ennek ellenére Benkner továbbra is támogatta Coresit és a román nyelvű könyvkiadást, és ennek eredményeként Brassó a román spirituális élet egyik központja lett.

## Családja
Első felesége Barbara Hirscher volt, Lukas Hirscher (III.) városbíró és Apollonia Hirscher lánya. Házasságukból két lány született, Agnetha és Martha. Agnetha 1551-ben megházasodott Georg Hutterrel, a nagyszebeni királybíró fiával. 1568-ban Agnetha birtokába került az apja által alapított papírmalom, és ő is támogatta Coresi munkásságát.
Második felesége Apollonia Klesser, Stefanus Klesser nagyszebeni polgármester lánya. 1549-ben házasodtak össze és hat gyermekük született: Johannes (1551–1590), Sara (1553–1600), David (1556–1598), Catharina (1558–?), Paulus (1561–1620), és Marcus (1563–1597). A legidősebb fiú, Johannes kereskedő volt; fia Johann Benkner (1580–1653) városi tanácsos és kapitány.
Benkner halála után Apollonia Klesser Lukas Hirscher (IV.) felesége lett, további öt gyermeket szülve neki.